# Moratória da Soja
Moratória da soja é o nome que recebeu o pacto ambiental havido entre as entidades representativas dos produtores de soja no Brasil, ONGs ambientais e, mais tarde, do próprio governo, prevendo a adoção de medidas contra o desmatamento da amazônia, e que inicialmente teve o prazo de duração de dois anos a contar de 24 de julho de 2006.
Na prática, a Moratória da soja proíbe a compra de soja proveniente de áreas recém desmatadas na Amazônia. Em maio de 2016 a Moratória foi renovada indefinidamente.

## Iniciativa e participantes
A proposta partiu de duas entidades representativas dos produtores: a Associação Brasileira da Indústria de Óleos Vegetais (ABIOVE) e a Associação Brasileira dos Exportadores de Cereais (ANEC) - que controlam juntas 94% da soja produzida no país, obrigando aos filiados de ambos no compromisso de preservação ambiental e desenvolvimento da região, sem comercializar nenhuma soja originária de áreas que sejam originadas de desmatamento, no bioma amazônico.
Para a consecução da proposta, foram convidadas entidades internacionais, como o Greenpeace, o WWF, IPAM e TNC, de modo a comporem, em conjunto aos produtores, o chamado GTS - Grupo de Trabalho da Soja.
No ano de 2008, pelo Ministro Carlos Minc, o Governo Brasileiro subscreveu a moratória, e esta foi prorrogada por mais um ano, até julho de 2009. A participação estatal viria com o cadastramento das unidades produtoras, situadas no bioma afeito ao pacto, e ainda oferecer subsídios técnicos ao GTS. Em contrapartida, o Grupo informa ao governo os dados obtidos até então, com indicativos de áreas problemáticas.
Em 2009 a moratória teve nova prorrogação, por mais um ano, até junho de 2010. Ajustes do monitoramento permitirão áreas inferiores a 100 hectares. Também as visitas a campo não serão tão necessárias, com a análise de imagens de satélite.
Atualmente, a análise de imagens de satélite de média (Landsat/TM) e moderada (Terra/MODIS) resolução espacial e o uso de técnicas de geoprocessamento permitem que sejam monitorados todos os desmatamentos com mais de 25 hectares. Nesta nova metodologia são selecionados para serem sobrevoados somente os polígonos que apresentam características de cultivo agrícola.

## Efeitos e análise
Para o Greenpeace o bioma foi protegido, sem com isso afetar negativamente a produção. Segundo a entidade, a área cultivada com soja na Região Norte somada ao estado de Mato Grosso reduziu em 2008/2009 para 6,32 milhões de hectares, quando em 2005/2006 era de 6,7 milhões. A produção, entretanto, manteve-se estável, na ordem de 19,3 milhões de toneladas.